# Cebus cuscinus
Cebus cuscinus  (лат.) — вид приматов семейства цепкохвостых обезьян, обитающих в Южной Америке.

## Классификация
Ранее считался подвидом белолобого капуцина. В 2013 году был поднят до ранга вида.

## Описание
Длина тела самцов около 40 см, длина хвоста около 44 см. Длина тела самок между 39 и 46 см, длина хвоста самок между 39 и 48 см.

## Распространение
Встречается в Боливии, Перу и Бразилии, где населяет низинные затопляемые леса верхнего бассейна Амазонки и горные леса западных Анд на высота до 1800 м над уровнем моря.

## Статус популяции
Международный союз охраны природы присвоил этому виду охранный статус «Близок к уязвимому».